# Владимир (Ковбыч)
Владимир Иванович Ковбыч (укр. Володимир Ковбич, порт. Volodêmer (Valdomiro) Koubetch; род. 27 марта 1953, Мандагуасу, Парана, Бразилия) — грекокатолический архиепископ-митрополит архиепархии Святого Иоанна Крестителя в Куритибе, василианин.

## Биография
Родился 27 марта 1953 года в муниципалитете Мандагуасу, штат Парана, в семье Ивана Ковбыча (João Koubetch) и Антонии Кампаны Ковбыч (Antonia Campana Koubetch).
C 1966 по 1970 годы учился в Малой семинарии Отцов Василиан в Прудентополисе.
28 января 1971 вступил в новициат Отцов Василиан в Иваи. Временные обеты дал 11 февраля 1973 года.
С 1976 по 1978 год изучал философию в Василианском учебном центре в Куритибе.
16 августа 1978 го года дал вечные обеты в Василианском монастыре.
С 1978 по 1981 годы изучал богословие в Папском колледже святого Ансельма в Риме, где 12 апреля 1981 года архиепископом Мирославом Марусиным был рукоположен в диаконы, а 6 декабря 1981 года епископом Ефремом Кривым — в сан священника.
В 1982 году вернулся в Бразилию и стал сотрудником прихода Иваи. В 1983 году перешёл в приход в Прудентополисе.
Был учителем и духовным наставником в Малой семинарии в Прудентополисе, а с 1989 по 1990 годы преподавал в епархиальной семинарии.
С 1990 по 1991 годы — настоятель в Сан-Паулу.
C 1991 по 1996 годы — директор епархиального Апостольства молитвы, преподаватель в епархиальной семинарии, кроме того, с 1992 года — руководитель Василианского учебного центра в Куритибе, с 1993 года — преподаватель богословия в Католическом богословском институте в Куритибе.
В 1993 году получил диплом лиценциата нравственного богословия в Университете Сан-Паоло.
С 1996 по 2000 годы — сотрудник прихода в Понта-Гросса, консультор провинциальной курии Отцов Василиан.
С 2000 года — душпастырь в приходах в Антонио-Олинто, Кампини, Сантосе-Андраде, Мико-Магро и Сао-Иоанн.
В 2000 году получил докторскую степень по нравственному богословию в Папском университете в Рио-де-Жанейро.
10 декабря 2003 года Иоанн Павел II назначил Владимира Ковбыча епископом-коадъютором Украинской католической епархии Святого Иоанна Крестителя в Куритибе (Бразилия).
21 марта 2004 года в Кафедральном соборе Святого Иоанна Крестителя в Куритибе состоялась архиерейская хиротония, которую возглавил Любомир Гузар.
13 декабря 2006 года Бенедикт XVI назначил Владимира епархом Куритибским. Интронизация состоялась 7 февраля 2007 года в кафедральном храме Святого Иоанна Крестителя в Куритибе.
12 мая 2014 года назначен первым архиепископом-митрополитом Куритибы.